# クリストファー・ハイメロート
クリストファー・ハイメロート（Christofer Heimeroth, 1981年8月1日 - ）は、ドイツの元サッカー選手。ドイツ、ウンナ出身。現役時代のポジションはゴールキーパー。

## 経歴
| スタブアイコン | サブスタブ | この項目は、まだ閲覧者の調べものの参照としては役立たない、サッカー選手に関連した書きかけの項目です。この項目を加筆・訂正などしてくださる協力者を求めています（P:サッカー/PJ:サッカー選手/PJ:女子サッカー）。 |